# Tassos Papadopoulos
Tassos Nikolaou Papadopoulos (in greco Τάσσος Παπαδόπουλος; Nicosia, 7 gennaio 1934 – Nicosia, 12 dicembre 2008) è stato un politico cipriota, Presidente della Repubblica dal 2003 al 2008.

## Carriera politica
Dopo aver studiato legge a Londra, si unisce al movimento di liberazione EOKA, partecipa alla stesura dei Trattati internazionali e alla stesura della Costituzione, e al momento dell'indipendenza di Cipro (1960) entra giovanissimo come ministro nei governi dell'Arcivescovo Makarios in cui ricopre vari incarichi ministeriali (Interni, Finanze, Lavoro, Salute, Agricoltura) per un totale di dodici anni.
Per lungo tempo indipendente ma fortemente nazionalista, quando la politica cipriota si organizza in partiti dopo l'invasione turca e la morte di Makarios, si unisce al centrista DIKO e viene rieletto in Parlamento. Nel 2000 viene scelto per la presidenza del partito succedendo al fondatore Spyros Kiprianou, già Presidente della Repubblica, stessa carica alla quale Papadopoulos verrà eletto il 16 febbraio 2003 dopo l'alleanza con il partito comunista AKEL, il maggiore dell'isola. Papadopoulos viene eletto già al primo turno, battendo il presidente uscente Glafcos Clerides, cristiano-conservatore (DISY), che solo all'ultimo momento aveva deciso di riproporre la propria candidatura.

## Il rifiuto del Piano Annan
Forti dubbi esistevano sulla volontà di Papadopoulos di risolvere in maniera negoziale il problema di Cipro, data la sua storia di forte nazionalismo, da qualcuno addirittura denominata turcofoba. Durante la campagna elettorale per le Presidenziali il candidato aveva però fornito posizioni molto più concilianti, anche a causa dell'appoggio di AKEL, storicamente il partito greco-cipriota più incline a una "riappacificazione" con i turco-ciprioti.
Ma se durante i negoziati del 2003-2004 il neo-eletto presidente diede più volte il suo assenso condizionato ai piani delle Nazioni Unite, contando sulla prevedibile opposizione del leader turco-cipriota Rauf Denktaş, alla vigilia del referendum del 2004 sul Piano Annan Papadopoulos ha invitato esplicitamente i greco-ciprioti a votare no durante un intervento televisivo a reti unificate, coinvolgendo in questo lo stesso AKEL, con sorpresa e rabbia da parte della comunità internazionale.
In questo modo, il referendum è stato bocciato da parte dei greco-ciprioti ed approvato (inutilmente) da parte dei turco-ciprioti, spostando molte simpatie internazionali in favore di questi ultimi.

## Carriera professionale
Fino all'elezione alla presidenza del 2003, Papadopoulos è stato uno dei principali avvocati d'affari dell'isola, e vi sono accuse, da parte dei paesi che organizzarono e spinsero la Jugoslavia nella guerra civile, che abbia organizzato diverse compagnie offshore in favore del regime di Slobodan Milošević durante l'embargo alla Jugoslavia.